# 传回耶路撒冷运动
传回耶路撒冷运动是20世纪中国基督教新教部分组织宣称得到的异象，目的是要努力传福音给中国周边以佛教、印度教和伊斯兰教为主要宗教的亚洲国家。传回耶路撒冷运动的目标是差派出传教士沿古老贸易通道丝绸之路，从中国到基督教的发源地地中海地区。

## 争议
自1999年以来，“福音传回耶路撒冷”运动最活跃的宣传者是的生活在德國的中国河南人刘振营，自称为“天上人”。 刘振营專門對西人宣教團體和富有信徒宣传这一运动，2002 在其見證書“天上人”上号称要在幾年內沿着丝绸之路传送至少10万名中国传教士，并在国外募集了大量款项。但刘振营本人是中国教会内很有争议的人物，中國有多位資深牧者说刘振营是骗子，很會做假见证，打着传福音的名号骗钱。也有基督徒质疑这一运动的圣经基础，认为圣经从来没有教导要把福音传回耶路撒冷，而且耶路撒冷和中东始终有基督教存在。天上人 1999 開始冒充希尼團契主席和傳回耶路撒冷運動的海外主領人，由芬蘭人丁仁安 Taisto Tironnen 組織和翻譯英語，2000 開始以濫用傳回耶路撒冷口號做官方網站。天上人到處做誇張神蹟見證，不知道真相的一些西人擁護支持他。天上人因此變成屬靈明星紅遍西方，但是不敢騙到華人世界。天上人一直是很許多中西宣教領袖們共同的擔憂和無奈，2024 四月開始有很好的證據給他們參考，因為天上人父子 2023 六月在荷蘭做新的逃獄見證，和他2002 暢銷書上的彼此不能相容，證明二者都是假見證，有荷蘭現場視頻和詳細中英文分析放在網上 jesusreturn.net/4 。